# سایه‌های نیاکان فراموش‌شده
سایه‌های نیاکان فراموش‌شده فیلمی محصول سال ۱۹۶۴ به کارگردانی سرگی پاراجانف، کارگردان ارمنی‌تبار اهل اتحاد جماهیر شوروی است که بر اساس کتاب کلاسیکی از یک نویسندهٔ اکراینی به نام Mykhailo Kotsiubynsky ساخته شده است.
این فیلم، نخستین اثر عمدهٔ پاراجانف بود و به سبب استفادهٔ انبوه از رنگ‌ها و لباس‌های محلی ، برای پاراجانف موفقیتی بین‌المللی به ارمغان آورد. این فیلم همچنین حاوی صحنه‌هایی پرجزئیات از فرهنگ هوستولهای اکراینی است که نه تنها محیط سرسختانه کوه‌های کارپات و چشم‌هم‌چشمی‌های ددمنشانهٔ مردم آنجا را به تصویر می‌کشد، بلکه سنت‌های هوستولی، موسیقی آنها، لباس‌های محلی آنها، و لهجه‌های این مردم را هم به تصویر می‌کشد. جامعه‌ای بدوی در دهکده‌ای در کارپات، اوایل قرن بیستم. برادر "ایوان" او را از حادثه سقوط درختی نجات می‌دهد و خود، زیر درخت می‌میرد. کمی بعد، پدر "ایوان"هم در کشمکشی کشته می‌شود. "ایوان" (نیکولیچوک) دل‌باخته دختر قاتل پدرش، "ماریچکا" (کادوچنیکووا) می‌شود و این دو با وجود کینه میان خانواده‌ها، تصمیم به ازدواج می‌گیرند. "ایوان" چوپانی پیشه می‌کند و روزی در غیاب او، "ماریچکا" از تخته‌سنگی سقوط می‌کند و می‌میرد. و بعدها "ایوان" بالاخره به ازدواج با "پالانیا" (بستائه‌وا) رضایت می‌دهد، اما نمی‌تواند از یاد عشق گذشته‌اش رها شود. "پالانیا" به یک جادوگر روی می‌آورد و "ایوان" برای دفاع از شرافتش با او مبارزه می‌کند و با یک ضربه تبر از پا در می‌آید. سپس به سختی خود را به جنگل می‌رساند تا به "ماریچکا" بپیوندد.
در اتحاد جماهیر شوروی سابق، ۸٬۵ میلیون نفر برای دیدن این فیلم به سینماها رفتند. قسمت‌هایی از این فیلم هم در استودیوی فیلم دووژنکو فیلم‌برداری شده است.